# طوفان (فیلم ۱۹۸۹)
طوفان (به هندی: Toofan) فیلمی محصول سال ۱۹۸۹ و به کارگردانی کیتان دیسای است. در این فیلم بازیگرانی همچون آمیتاب باچان، میناکشی سشادری، آمریتا سینگ، فاروغ شیخ، پران، رضا مراد، زارینا وهاب، سوشما ست ایفای نقش کرده‌اند.